# Martuthunira
Martuthunira var et australsk sprog, der taltes i Vest-Australien; det var et pama-nyungansk sprog, der blev talt af områdets oprindelige befolkning.
| Sprog | Spire Denne artikel om sprog er en spire som bør udbygges. Du er velkommen til at hjælpe Wikipedia ved at udvide den. |

|  | Denne artikel kan blive bedre, hvis der indsættes geografiske koordinater Denne artikel omhandler et emne, som har en geografisk lokation. Du kan hjælpe ved at indsætte koordinater i wikidata. |